# Velton Ray Bunch
Velton Ray Bunch est un compositeur américain né à Goldsboro, en Caroline du Nord (États-Unis).

## Filmographie
- 1980 : Magnum (Magnum, P.I.) (série télévisée)
- 1981 : Capitaine Furillo (Hill Street Blues) (série télévisée)
- 1989 : Code Quantum (Quantum Leap) (série télévisée)
- 1993 : Walker, Texas Ranger (série télévisée)
- 1993 : Brisco County (The Adventures of Brisco County Jr.) (série télévisée)
- 1995 : Crowfoot (TV)
- 1995 : Xena, la guerrière (Xena: Warrior Princess) (série télévisée)
- 1995 : JAG (série télévisée)
- 1996 : Mr. et Mrs. Smith (série télévisée)
- 1996 : Le Père célibataire (The Bachelor's Baby) (TV)
- 1996 : Unlikely Angel (TV)
- 1996 : Le Caméléon (The Pretender) (série télévisée)
- 1997 : 13 Bourbon St.
- 1999 : La Voix du Tennessee (Blue Valley Songbird) (TV)
- 2000 : Amazing Grace
- 2000 : Little Richard (TV)
- 2000 : Adieu soleil (Papa's Angels) (TV)
- 2001 : Three Blind Mice (TV)
- 2001 : À l'épreuve de l'amour (What Girls Learn) (TV)
- 2001 : L'antre du diable (The Pretender: Island of the Haunted) (TV)
- 2002 : Flatland (série télévisée)
- 2003 : Un amour inattendu (An Unexpected Love) (TV)
- 2004 : Jack (TV)
- 2005 : Faith of My Fathers (TV)
- 2006 : Flight 93 (TV)